# Fatulunu
Fatulunu is een bestuurslaag in het regentschap Timor Tengah Selatan van de provincie Oost-Nusa Tenggara, Indonesië. Fatulunu telt 1188 inwoners (volkstelling 2010).